# جورج ويلسون (لاعب كرة قدم بريطاني)
جورج ويلسون (بالإنجليزية: George Wilson)‏ (1912 في المملكة المتحدة - ) هو لاعب كرة قدم بريطاني في مركز حراسة المرمى. لعب مع نادي يورك سيتي وGalston F.C. ‏ ونادي آير يونايتد.

## وصلات خارجية
- جورج ويلسون على موقع قاعدة بيانات كرة القدم.إي يو (الإنجليزية)
- جورج ويلسون على موقع قاعدة بيانات كرة القدم.إي يو (الإنجليزية)